# Nederlandse kampioenschappen schaatsen afstanden 1996 - 500 meter vrouwen
De 500 meter vrouwen op de Nederlandse kampioenschappen schaatsen afstanden 1996 werd in maart 1996 in ijsstadion Kardinge in Groningen over twee ritten verreden, waarbij de veertien deelneemsters ieder een keer in de binnenbaan en een keer in de buitenbaan startten.
Titelverdedigster was Christine Aaftink die de titel pakte tijdens de NK afstanden 1995. Zij prolongeerde haar titel.

## Uitslag
| #      | Schaatsster           | 1e      | pos | 2e      | pos | Punten |
| ------ | --------------------- | ------- | --- | ------- | --- | ------ |
| Goud   | Christine Aaftink     | 0.41,69 | 1   | 0.42,02 | 1   | 83,710 |
| Zilver | Marianne Timmer       | 0.42,17 | 2   | 0.42,11 | 2   | 84,280 |
| Brons  | Andrea Nuyt           | 0.42,22 | 3   | 0.42,17 | 3   | 84,390 |
| 4      | Sandra Zwolle         | 0.42,29 | 4   | 0.42,30 | 4   | 84,590 |
| 5      | Léontine van Meggelen | 0.42,70 | 5   | 0.42,83 | 5   | 85,530 |
| 6      | Colette Zee           | 0.43,36 | 6   | 0.43,48 | 6   | 86,840 |
| 7      | Marieke Wijsman       | 0.43,47 | 7   | 0.43,64 | 7   | 87,110 |
| 8      | Anja Bollaart         | 0.43,76 | 9   | 0.44,10 | 8   | 87,860 |
| 9      | Nathalie ten Hoor     | 0.43,75 | 8   | 0.44,26 | 9   | 88,010 |
| 10     | Kaśka Rogulska        | 0.44,17 | 11  | 0.44,09 | 10  | 88,260 |
| 11     | Paula Buijtenhuijs    | 0.44,35 | 12  | 0.43,95 | 11  | 88,300 |
| 12     | Arina Schingenga      | 0.44,75 | 13  | 0.44,57 | 12  | 89,320 |
| 13     | Elke Zijlstra         | 0.44,00 | 10  | –       | DQ  | 44,000 |
| 14     | Yvonne Leever         | –       | DQ  | 0.44,20 | 14  | 44,200 |

Uitslag op
1987 · 
1988 · 
1989 · 
1990 · 
1991 · 
1992 · 
1993 · 
1994 · 
1995 · 
1996 · 
1997 · 
1998 · 
1999 · 
2000 · 
2001 · 
2002 · 
2003 · 
2004 · 
2005 · 
2006 · 
2007 · 
2008 · 
2009 · 
2010 · 
2011 · 
2012 · 
2013 · 
2014 · 
2015 · 
2016 · 
2017 · 
2018 · 
2019 · 
2020 · 
2021 · 
2022 · 
2023 · 
2024 · 
2025